# Erich von Tschischwitz
Erich Wilhelm Ludwig von Tschischwitz (Kulm, 17 maggio 1870 – Berlino, 26 settembre 1958) è stato un generale tedesco.

## Biografia
Tschischwitz apparteneva ad una famiglia della nobiltà militare prussiana: il padre Gebhard era ufficiale di fanteria mentre la madre Sabine von Malotki era nipote del generale Friedrich Wilhelm Malotki von Trzebiatowski; venne educato presso la prestigiosa Kadettenanstalten di Berlino-Lichterfelde, dalla quale venne dimesso nel 1889 sottotenente del Grenadier-Regiment Graf Kleist von Nollendorf Nr. 6; fu promosso tenente nel settembre 1896 e capitano nel 1902.
Promosso nuovamente a maggiore il 10 settembre 1908, divenne comandante del II battaglione del 4. Schlesisches Infanterie-Regiments Nr. 157 a Brieg e divenne membro della Commissione per l'avanzamento delle scienze militari diretta dal generale Johann von Zwehl. Partecipò alla prima guerra mondiale (il suo reggimento fu tra i primi a mobilitarsi) accorrendo sul fronte occidentale quale tenente colonnello dello stato maggiore del XXIII Reserve-Korps. Nominato colonnello, nel 1917 divenne capo di stato maggiore della II Armata del generale Adolph von Carlowitz e successivamente comandante della 172. Infanterie-Brigade.
Terminata la guerra, Tschischwitz era considerato uno dei più promettenti ufficiali del nuovo esercito, la Reichswehr, grazie alle sue eccezionali doti tattiche, ma ebbe scarsa fortuna e scarse di possibilità di affermarsi sul piano militare della repubblica di Weimar al contrario di molti suoi vecchi colleghi. Già nel 1919 era Inspekteur der Verkehrstruppen al ministero della guerra e nel 1920 general maggiore nonché comandante della 2 Divisione a Stettino e vicecomandante del 2 Distretto Militare. Nel 1923 venne promosso tenente generale e nel 1929 partecipò alla repressione della rivolta nella Ruhr; con l'avvento del nazismo lasciò l'esercito ritirandosi in vita privata fino alla morte avvenuta ad ottantotto anni nel 1958.